# Bingen am Rhein
Bingen am Rhein er en by i delstaten Rheinland-Pfalz i Tyskland, hvor Nahe løber ud i Rhinen. Byen indgår i Landskreis Mainz-Bingen. Byen blev grundlagt i jernalderen af kelterne ("Bingium") og har omkring 25.000 indbyggere.
Under Romerriget var Bingen udgangspunkt for Via Ausonia, hovedvejen mod nord til Augusta Treveroroum (Trier). Romerne befæstede byen med en garnison i det første århundrede e.Kr, og en træbro over Rhinen blev bygget i 77 e.Kr.
På modsatte side af Rhinen ligger vin- og turistbyen Rüdesheim am Rhein.